# マトゥーシュ・コザーチク
マトゥーシュ・コザーチク（Matúš Kozáčik 、1983年12月27日  - ）は、スロバキア・ジリナ県ドルニー・クビン出身の元プロサッカー選手。元スロバキア代表。現役時代のポジションは、ゴールキーパー。

## クラブ経歴

### 初期
1.FCコシツェでキャリアをスタート。SKスラヴィア・プラハ所属時代の2006年12月にリーズ・ユナイテッドFCのトライアルを受けたが、入団には至らなかった。

### アノルトシス・ファマグスタ
2010年6月、キプロスのアノルトシス・ファマグスタに2012年夏までの2年契約で加入。UEFAヨーロッパリーグ 2010-11のFCバナンツ戦で加入後初出場。
HNKシベニクにホームで敗れてからしばらくスタメン落ちを経験したが、年明け1月から戦列に復帰した。
このシーズンも新加入のディミタール・イワンコフにポジションを明け渡した時期もあったが、最終的にレギュラーに返り咲いた。

### FCヴィクトリア・プルゼニ
2012年6月、FCヴィクトリア・プルゼニに3年契約で加入。加入後すぐにレギュラーポジションを確保し、チームのリーグ制覇に大きく貢献した。2014年2月、クラブとの契約を2017年6月まで延長した。

## 代表歴
2006年12月10日のサッカーアラブ首長国連邦代表でA代表初キャップ。この試合を最後に長らく代表に呼ばれなかったが、2014 FIFAワールドカップ・ヨーロッパ予選のラトビア代表戦で7年ぶりの出場を果たした。UEFA EURO 2016予選ではレギュラーを務め本戦出場権獲得に貢献した。

## タイトル

### クラブ

#### スパルタ・プラハ
- カンブリヌス・リガ:
  - 1回: 2009–10
- ポハール・チェスケー・ポシュスティ :
  - 1回: 2007-08

#### ヴィクトリア・プルゼニ
- カンブリヌス・リガ:
  - 4回: 2012–13, 2014–15, 2015–16, 2017–18

## 個人成績
2016年6月2日現在
| クラブ                     | シーズン     | 出場   | 出場       | 出場       |
| クラブ                     | シーズン     | リーグ | 国際カップ | 国内カップ |
| -------------------------- | ------------ | ------ | ---------- | ---------- |
| MFKコシツェ                | 2000–01      | 0      | 0          | 0          |
| MFKコシツェ                | 2001–02      | 0      | 0          | 0          |
| スラヴィア・プラハ         | 2002–03      | 0      | 0          | 0          |
| スラヴィア・プラハ         | 2003–04      | 9      | 0          | 0          |
| スラヴィア・プラハ         | 2004–05      | 14     | 0          | 0          |
| スラヴィア・プラハ         | 2005–06      | 16     | 0          | 0          |
| スラヴィア・プラハ         | 2006–07      | 16     | 0          | 0          |
| スパルタ・プラハ           | 2007–08      | 0      | 0          | 0          |
| スパルタ・プラハ           | 2008–09      | 9      | 4          | 0          |
| スパルタ・プラハ           | 2009–10      | 8      | 1          | 2          |
| アノルトシス・ファマグスタ | 2010–11      | 19     | 5          | 5          |
| アノルトシス・ファマグスタ | 2011–12      | 13     | 2          | 0          |
| ヴィクトリア・プルゼニ     | 2012–13      | 27     | 12         | 0          |
| ヴィクトリア・プルゼニ     | 2013–14      | 27     | 13         | 3          |
| ヴィクトリア・プルゼニ     | 2014–15      | 29     | 2          | 1          |
| ヴィクトリア・プルゼニ     | 2015–16      | 27     | 8          | 0          |
| キャリア合計               | キャリア合計 | 214    | 47         | 11         |